# Gammarth
Gammarth (en árabe tunecino:  ڨمرت gāmmartⓘ) es una ciudad en el Mar Mediterráneo en la Gobernación de Túnez, dentro del municipio de La Marsa, sobre un cerro que domina la bahía de Túnez. Es una creciente zona vacacional, conocida por sus hoteles caros y tiendas.

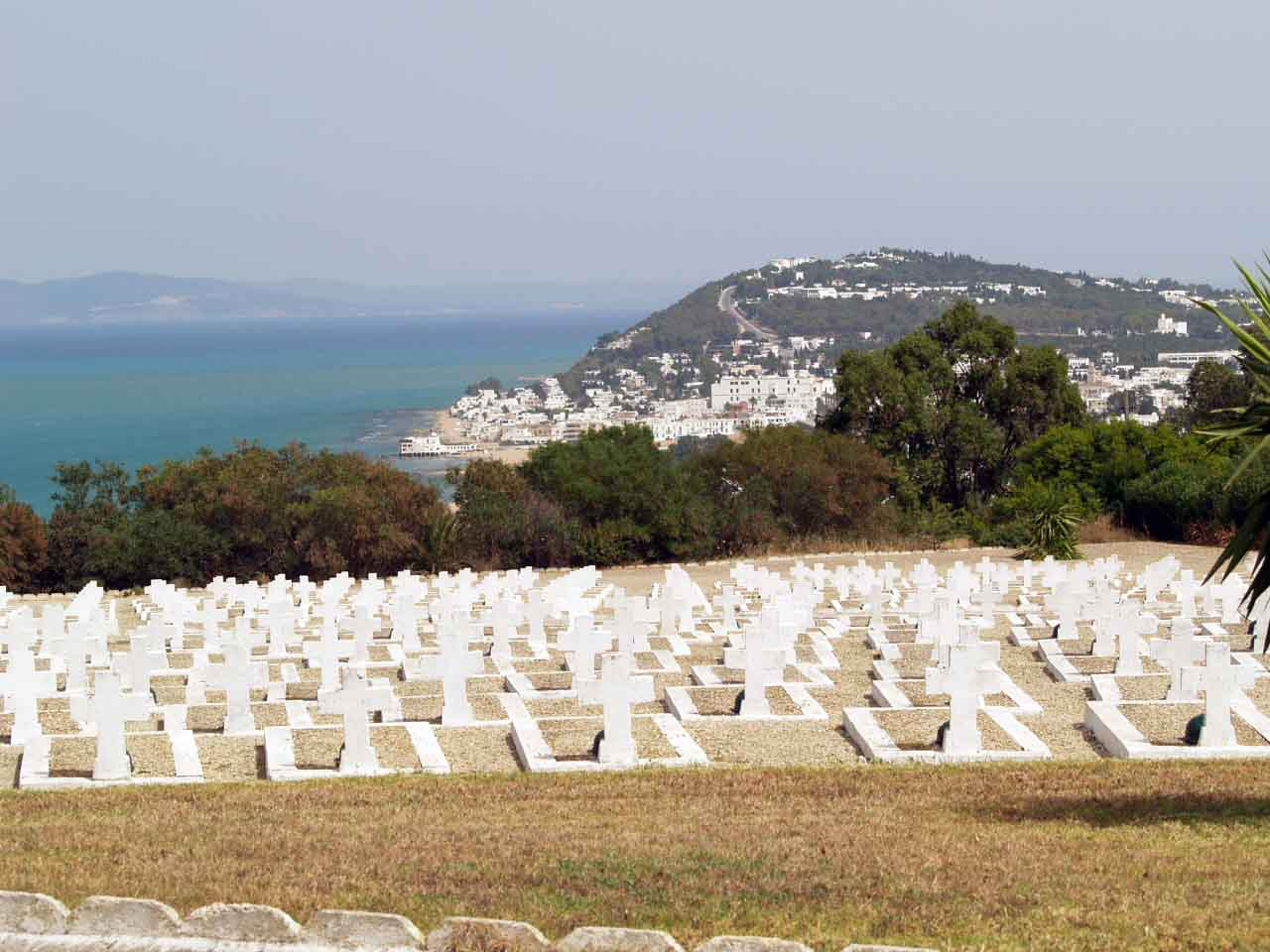

## Geografía
Está situada a unos 15-20 kilómetros al norte de la capital, Túnez, y está rodeado por un denso bosque, al sur, la Sebkha Ariana, al oeste, y el Golfo de Túnez, al norte y al este.
Se subdivide en cuatro sectores administrativos: Gammarth Village, Gammarth Supérieur, Touta Gammarth y Gammarth Relais.
Gammarth empezó como un pequeño pueblo de pesca pero tras la independencia de Francia se ha convertido en un centro turístico desde los años 50. El turismo ahora supone la principal actividad de la economía local. Gammarth tiene muchos hoteles de cinco estrellas, restaurantes así como numerosas villas lujosas y calas blancas en las cercanías. Las villas notables incluyen Abou Nawas Gammarth y Les Dunes.
Gammarth también posee un complejo de cine notable.

## Historia
Las excavaciones en el cerro de Gammarth a finales del siglo XIX revelaron algunas catacumbas y inscripciones talmúdicas.
Se cree que estas antiguas cámaras de enterramiento datan de época romana en el siglo II, cuando la cercana Cartago fue una próspera ciudad romana.
También hay vestigios de la época romana en forma de columnas y templos que muestran la importancia de la ciudad en ese momento por su papel en la vigilancia del vecino Mar Mediterráneo. Bajo el reinado de los beys Husseinitas, Gammarth fue habitada por granjeros y buscada por notables habitantes de la ciudad de Túnez. La localidad experimenta un rápido desarrollo entre finales del siglo XVIII y principios del XIX, y algunos dignatarios eligieron Cabo Gammarth para crear lujosas residencias árabes e italianas en medio de huertos y jardines, como los de Mohamed Ben Ali Turki y Mustapha Khodja seguidos de Mahmoud Djellouli , Mohamed Mestiri y Mohamed Ben Ayed.
Recientemente, se encontraron proyectiles, que atestiguan la feroz lucha durante la Segunda Guerra Mundial, como los viejos búnqueres utilizados por la Wehrmacht a lo largo de la playa. El 5 de enero de 1944, Gammarth fue elegida para la construcción de un cementerio militar francés construido en una superficie de siete hectáreas en las alturas de la ciudad. Lo mantiene el Servicio de Veteranos de la Embajada de Francia. Muchas personalidades importantes fueron a rezar y colocar una corona de flores en memoria de los soldados que murieron por Francia, en particular, Jacques Chirac en 2006.